# Georg von Hertling
Georg von Hertling (Darmstadt, 1843. augusztus 31. – Ruhpolding, 1919. január 4.) filozófus, konzervatív német politikus és a Német Birodalom 7. kancellárja volt az első világháború utolsó évében. Kormányzása gyakorlatilag a német katonai felsővezetéstől függött.

## Élete
Georg von Hertling 1843. augusztus 31-én született Darmstadtban. Hívő katolikus tudósként nagy befolyása volt a katolikus szociális filozófiára mind a bonni egyetem tanszékén, mind a müncheni Görres Társaság vezetőjeként, melyet ő alapított a katolikus tanulmányok elősegítése érdekében. Az 1875 és 1890, valamint az 1896 és 1912 közötti időszakban a Katolikus Középpárt képviselője, 1909-től 1912-ig pedig a párt parlamenti vezetője volt a Reichstagban. 1912-ben III. Lajos bajor király kinevezte Bajorország miniszterelnökévé és külügyminiszterévé, mely pozíciókat 1917-ig töltötte be.
1917. november 1-jén Hertling (vonakodva) átvette Georg Michaelistől a kancellári teendőket, akinek leváltása a parlamenti pártok kiengesztelése végett volt szükséges. Hertling a valóságban igen csekély hatalommal rendelkezett, mely gyakorlatilag a katonai felsővezetés (Paul von Hindenburg és Erich Ludendorff) kezében maradt. Hertling soha nem tanúsított velük szemben ellenállást, mivel hozzájuk hasonlóan hitt a Német Birodalom végső győzelmében. Emellett nehéz feladatot jelentett számára az antanttal békekötésre hajló Reichstag és a háborút folytatni akaró katonai vezetés közötti közvetítés. Helyzetét tovább nehezítette, hogy akár elődje, ő sem rendelkezett kellő támogatottsággal a Reichstagon belül. 1918 szeptemberében, a német összeomlás küszöbén Ludendorff lemondott és átadta a hatalmat a Reichstagnak. Ezt követően szeptember 30-án Hertling inkább lemondott, minthogy olyan kormánnyal dolgozzon, amelyik a Reichstagnak tartozik felelősséggel.